# Carlos Miguel (futebolista)
Carlos Miguel da Silva Júnior, mais conhecido como Carlos Miguel (Bento Gonçalves, 12 de junho de 1972), é um ex-futebolista brasileiro que atuava como meia. Atualmente é comentarista esportivo.

## Carreira
Começou a carreira no Grêmio em 1992, porém ganhou destaque com a chegada do técnico Luiz Felipe Scolari, o Felipão, em 1993. Com o clube gaúcho foi campeão da Copa do Brasil de 1994, Taça Libertadores da América de 1995, Recopa Sul-Americana de 1996, Campeonato Brasileiro de 1996 e novamente a Copa do Brasil de 1997, além dos Gauchões de 1993, 1995 e 1996.
Como havia ganhado muito destaque jogando pelo Grêmio em 1997, teve sua chance de ir para a Europa, e se transferiu para o Sporting de Portugal, porém não se adaptou no velho continente e voltou ao Brasil, para jogar no São Paulo.
O apoiador teve sorte, e conquistou logo de cara o Campeonato Paulista de 1998, onde foi um dos destaques do time junto com Rogério Ceni, França, Denílson e Raí que chegou na última partida do campeonato marcando um dos gols do título por 3 a 1 sobre o rival Corinthians.
Em 1999, o ano não foi tão bom, com Raí voltando de contusão, o time não foi tão bem no Campeonato Paulista de 1999, e no campeonato brasileiro o time perdeu nas semifinais para o Corinthians, sendo que na segunda partida o próprio Raí perdeu dois pênaltis.
Em 2000, Carlos Miguel conquistaria pela segunda vez o Paulistão, agora foi contra o Santos, e esse título marcou também a despedida de Raí do futebol. Além do campeonato paulista o time chegou à final da Copa do Brasil de 2000 e acabou perdendo para o Cruzeiro.
Em 2001 por ser um jogador com atuações regulares, chegou à Seleção Brasileira onde jogou a Copa das Confederações no time comandado por Emerson Leão. Carlos Miguel marcou o segundo gol da vitória do Brasil sobre Camarões por 2 a 0,sendo um dos jogadores a marcar um gol na sua partida de estreia. O outro gol foi marcado por Washington. O time, porém, não foi muito longe, parou na Seleção Francesa nas semifinais ao ser derrotado por 2 a 1, e perdeu a disputa do terceiro lugar para a Austrália, por 1 a 0.
Voltando ao São Paulo, Carlos Miguel ainda foi campeão do Torneio Rio-São Paulo de 2001, um título inédito, porém não voltou bem, e no fim do seu contrato foi para o Internacional de Porto Alegre, onde não vingou. Voltou a jogar pelo Grêmio entre 2003 e 2004, porém o time acabou sendo rebaixado para a Série B do Campeonato Brasileiro. Carlos Miguel ainda defendeu o Corinthians de Alagoas, entre 2005 e 2007.
Carlos Miguel encerrou sua carreira, mas joga nos campeonatos de showbol com a camisa do Grêmio.
Em 2012, candidatou-se ao cargo de vereador pelo PMN, na cidade de Cachoeirinha, na região metropolitana de Porto Alegre. Recebeu pouco mais de 500 votos e não foi eleito.
Desde 2015, é comentarista esportivo na Grêmio Rádio Umbro, de Porto Alegre, que transmite as partidas do Tricolor Gaúcho.

## Jogos pela Seleção Brasileira
| Nº | Data               | Competição             | Local                 |        | Placar | Adversário |
| -- | ------------------ | ---------------------- | --------------------- | ------ | ------ | ---------- |
| 1  | 31 de maio de 2001 | Copa das Confederações | Ibaraki (Japão)       | Brasil | 2 – 0  | Camarões   |
| 2  | 2 de junho de 2001 | Copa das Confederações | Ibaraki (Japão)       | Brasil | 0 – 0  | Canadá     |
| 3  | 4 de junho de 2001 | Copa das Confederações | Ibaraki (Japão)       | Brasil | 0 – 0  | Japão      |
| 4  | 7 de junho de 2001 | Copa das Confederações | Suwon (Coreia do Sul) | Brasil | 1 – 2  | França     |
| 5  | 9 de junho de 2001 | Copa das Confederações | Ulsan (Coreia do Sul) | Brasil | 0 – 1  | Austrália  |

## Títulos
Grêmio
- Copa Libertadores: 1995.
- Recopa Sul-Americana: 1996.
- Campeonato Brasileiro: 1996.
- Copa do Brasil: 1994 e 1997.
- Campeonato Gaúcho: 1993, 1995 e 1996.

São Paulo
- Campeonato Paulista: 1998 e 2000.
- Torneio Rio–São Paulo: 2001.

Internacional
- Campeonato Gaúcho: 2002.